# Die schöne Meisterin
Die schöne Meisterin ist ein deutsches Liebesfilmlustspiel aus dem Jahre 1956 von Rudolf Schündler mit Herta Staal in der Titel- und Paul Bösiger in der männlichen Hauptrolle.

## Handlung
Kathrin hat sich in der Männerwelt ihrer bayerischen Heimat durchgesetzt. In Nachfolge ihres verstorbenen Vaters ist sie Bürgermeisterin der kleinen Gemeinde Moosbichl geworden und hat sich einen guten Ruf erarbeitet. Doch als sie einen neuen Einfall hat, wie man aus dem verschlafenen Nest einen florierenden Kurort machen kann, sind die konservativen Dörfler nicht länger bereit, der schönen Meisterin zu folgen. In dem Ochsenwirt Loibl, der selbst liebend gern Bürgermeister werden würde es aber bis dato lediglich zum Bürgermeisterstellvertreter gebracht hatte, erhält Kathrin ihren ärgsten Widersacher. Auch der Jagdpächter Rabe ist nicht sonderlich erbaut von den hochtrabenden Plänen, denn er glaubt, dass der Kurbetrieb seinen Jagdbetrieb nachhaltig stören würde. Als Kathrin als ersten Schritt mit dem Neubau eines Schwimmbads beginnen möchte, ist Loibl sofort vor Ort, um sie daran zu hindern. Er hat dazu die Mittel dazu, denn die Wiese, auf der die Therme entstehen soll, gehört Loibl, und der denkt nicht im Traum daran, selbige an die Gemeinde zu verkaufen.
Doch Kathrin erfährt in ihrem Tun auch Unterstützung. Der Kreistag bewilligt das Geld für den Schwimmbadbau, und listige Freunde des Loibl-Bauern luchsen ihm die Wiese ab und stellen diese Kathrin für ihr Projekt zur Verfügung. Auf der Rückfahrt vom Kreistag nach Moosbichl bleibt Kathrins Wagen liegen. Ein junger Mann kommt ihr zu Hilfe. Es handelt sich um den neuen Lehrer des Orts, Peter Neumann, mit dem sie sich rasch anfreundet. Peter wird fortan eine große Hilfe in Kathrins Bemühungen, den Ort auf Vordermann zu bringen. Peters Hilfe hat die Bürgermeisterin auch dringend nötig, denn die bereits bewilligten Gelder werden nun plötzlich wieder gesperrt. Kathrin beschließt, die Finanzierung zunächst mit Steuereinnahmen zu gewährleisten. Nun aber scharen Loibl und Rabe das gesamte Dorf hinter sich. Peter, unterstützt vom Gemeindefaktotum Fritz, hält dagegen. Nach einigem Hin und Her kommt es zur Schwimmbaderöffnung, und die neue Anlage begeistert auch ihre größten Skeptiker. Der Friede im Dorf ist wiederhergestellt, und so legt die schöne Meisterin mit gutem Gewissen ihr Amt nieder und überlässt es Loibl. Einer von dessen ersten Amtshandlungen ist die Trauung von Kathrin und Peter.

## Produktionsnotizen
Die schöne Meisterin entstand im September/Oktober 1956 in Bayern (Törwang und am Chiemsee) sowie in den CCC-Studios in Berlin und wurde am 6. Dezember desselben Jahres uraufgeführt.
Waldemar Frank übernahm die Herstellungsleitung, Helmut Ungerland die Produktionsleitung, Emil Hasler und Walter Kutz schufen die Filmbauten. 

## Kritik
Das Lexikon des Internationalen Films meinte kurz: „Harmlose, neckische Witzchen bringen das flaue Heimatfilmlustspiel mit synthetischem Dorfmilieu auch nicht auf Touren.“